# Tove Fergo
Tove Fergo, née le 24 septembre 1946 à Copenhague (Danemark) et morte le 4 octobre 2015, est une femme politique danoise, membre du parti Venstre. Elle est députée de 1994 à 2005, et ministre des Affaires ecclésiastiques lors de son dernier mandat.

## Biographie
Tove Fergo suit des études de théologie à l'université de Copenhague, dont elle est diplômée en 1972. Elle devient alors la curée de l'Église Simon Peter (en) en 1973.
Engagée au sein du parti Venstre, elle est candidate malheureuse aux élections législatives de 1988 et de 1990. Elle devient conseillère municipale de Copenhague en 1990.
Elle est élue députée au Folketing lors des élections législatives de 1994. Elle est réélue pour un second mandat en 1998, puis pour un troisième en 2001, année où le bloc de droite remporte une majorité,. Elle devient alors ministre des Affaires ecclésiastiques dans le gouvernement formé par Anders Fogh Rasmussen après le scrutin.
Candidate à sa réélection lors des élections législatives de février 2005, elle échoue à remporter un quatrième mandat et quitte alors le Parlement et le gouvernement. Elle reprend alors à plein temps ses activités de curée.
En juillet 2012, elle écrit une lettre ouverte à l'évêque de Copenhague, Czeslaw Kozon, pour plaider pour la possibilité d'organiser des marriages religieux en plein air.
Elle décède le 4 octobre 2015 à l'âge de 69 ans.